# Caesar Stenzel
Caesar Stenzel, auch Cäsar Stenzel (* um 1828; † 1890), war ein deutscher Architekt. Er war Baubeamter in Posen, Oppeln und Gleiwitz.

## Leben
Stenzel besuchte das Maria-Magdalenen-Gymnasium in Breslau, an dem er 1847 das Abitur ablegte. Seit 1865 war er in Posen tätig. Im Jahre 1877 wurde er als preußischer Landbaumeister nach Oppeln in Oberschlesien versetzt. Danach war er als Stadtbau-Inspektor in der kommunalen Bauverwaltung der Stadt Gleiwitz tätig.
Caesar Stenzel schuf Entwürfe für verschiedene Gebäude:
- 1865: Entwurf für das Neue Rathaus in Posen (nicht ausgeführt)
- 1866: Kriegerdenkmal in Posen
- 1878–1880: Stadtkrankenhaus in Posen (Entwurf 1874–1875)
- 1878–1879: Stadttheater in Posen